# Ctenocompa zygitis
Ctenocompa zygitis är en fjärilsart som beskrevs av Edward Meyrick 1907. Ctenocompa zygitis ingår i släktet Ctenocompa och familjen säckspinnare. Inga underarter finns listade i Catalogue of Life.